# Ray Cummings
Ray Cummings (Raymond King Cummings) (Nova York, 30 de agosto de 1887 – Mount Vernon, 23 de janeiro de 1957) foi um escritor estadunidense de ficção científica, considerado como um dos "pais fundadores do gênero pulp de ficção científica".
Cummings foi assistente pessoal e redator técnico de Thomas Edison de 1914 a 1919. Sua obra mais conceituada é o romance The Girl in the Golden Atom, publicado em 1922. Sua carreira literária resultou em cerca de 750 romances e contos, nos quais também usou os pseudônimos de Ray King, Gabrielle Cummings e Gabriel Wilson.

## Obras literárias selecionadas

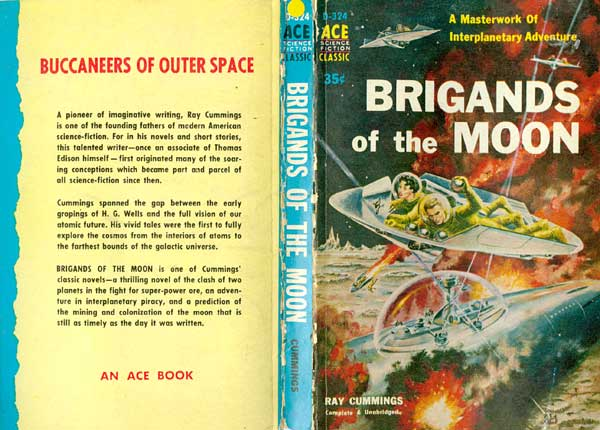
Capa de uma reimpressão de 1958 da Ace Books para Brigands of the Moon, de Ray Cummings.

- The Girl in the Golden Atom, short story (1919)
- The People of the Golden Atom (1920)
- Moon Plot (Argosy c. 1920)
- The Girl in the Golden Atom, novel (1922)
- The Man Who Mastered Time (Argosy 1924)
- Brand New World (Argosy 1928)
- Snow Girl (Argosy 1929)
- The Shadow Girl (Argosy 1929)
- The Sea Girl (Argosy 1929)
- The Princess of the Atom (1929)
- Tama of the Light Country (Argosy 1930)
- Beyond the Vanishing Point, Astounding (March 1931)
- Brigands of the Moon (McClurg, 1931)
- Jungle Rebellion (Argosy 1931)
- Tama Princess of Mercury (Argosy 1931)
- Bandits of the Cylinder (Argosy 1931)
- Beyond the Stars, Future (February 1942)